# Groupe politique chrétien du Benelux
Le groupe politique chrétien est un groupe politique dans la mouvance démocrate-chrétienne au sein du Conseil interparlementaire consultatif du Benelux.

## Composition
Ce groupe interparlementaire rassemble différents partis chrétiens-démocrates et conservateurs.
Le cdH en faisait partie jusqu’en 2019.
| Belgique | Pays-Bas | Luxembourg |
| --- | --- | --- |
| - Christen-Democratisch en Vlaams (CD&V) - Tinne Rombouts - Jef Van den Bergh - Christlich Soziale Partei (CSP) - Patricia Creutz - Nieuw-Vlaamse Alliantie (N-VA) - Peter De Roover - Joris Nachtergaele (nl) - Wouter Raskin - Karl Vanlouwe | - Appel chrétien-démocrate (CDA) - Ton Rombouts (nl) - Martijn van Helvert (nl) - Union chrétienne (CU) - Peter Ester (nl) | - Parti populaire chrétien-social (CSV) - Diane Adehm - Gilles Roth - Parti réformiste d'alternative démocratique (ADR) - Jeff Engelen |